# 李彀
李彀（1222年—1270年），元朝将领，大宁路义州（今辽宁省义县）人。李守賢之子。
1237年，窝阔台大汗派他跟随塔海绀卜攻打南宋的川蜀。在四川，他参与攻碉门、下万州，在瞿圹会战，获战舰千余艘。1241年，授河东道行军万户，兼总管。乃马真后四年（1245年）率兵由广元出葭萌，度木瓜坡，长驱攻取成都。1252年，袭嘉定府。1258年，随蒙哥汗南伐，再入梁州，军至江上，造舟为梁，以一旅先登，诸军继进，在渠州大破宋军，有功。元世祖中统三年（1262年）为河东路总管，后调任京兆路总管，又转洺磁路总管。至元七年（1270年），病故。其子李惟则，官至怀远大将军、平阳征行万户。